# Chives
 Chives  (En latín) Comuna francesa.

## Demografía
| 566 | 502 | 444 | 457 | 424 | 378 |
| Para los censos de 1962 a 1999 la población legal corresponde a la población sin duplicidades (Fuente: INSEE [Consultar]) |     |     |     |     |     |